# Carterville (Missouri)
Carterville ist eine Stadt im Jasper County im US-Bundesstaat Missouri. Bei der Volkszählung 2020 betrug die Einwohnerzahl 1855. Die Stadt befindet sich im Großraums Joplin.

## Geografie
Die Hauptstraße von Carterville ist die ehemalige Route 66.
Nach Angaben des United States Census Bureau hat die Stadt eine Gesamtfläche von 6,73 km².

## Geschichte
1841 ließ sich ein gewisser James Carter in Jasper County nieder. Das Land auf dem Carterville gebaut wurde, gehört seinem Sohn James George Leroy Carter, der in den 1860er Jahren eine Farm gründete. Die Stadt betrachtet sich selbst als 1875 gegründet, als in diesem Jahr ein Postamt namens Carterville eröffnet wurde. Die Siedlung wurde jedoch erst 1882 offiziell eingemeindet. Das frühe Carterville war kaum mehr als ein Bleiminenlager, eines von vielen im Tri-State-Bergbaugebiet, was sich im Südwesten von Missouri, im Südosten von Kansas und im Nordwesten von Oklahoma befindet. Es wuchs dennoch und hatte zu einer Zeit eine Bevölkerung von über 12.000 Einwohnern, was es größer als das nahe gelegene Webb City machte.
Als 1889 der Überlandverkehr in den Bergbaubezirk kam, war er in Form einer Pferdebahn (andere Quellen sprechen von einer Maultierstraße) zwischen Webb City und Carterville. Dieser Betrieb wurde 1892 von der Southwest Missouri Electric Railway Company (später: Southwest Missouri Railroad Company) übernommen. 1894 verband eine elektrifizierte Straßenbahnlinie Carterville mit Webb City und Joplin in einer Richtung und Prosperity in der anderen Richtung. Zwei weitere Eisenbahnlinien, die der Missouri Pacific Railway (Kansas City, Fort Scott) and Memphis Railway, verliefen entlang der Westgrenze von Carterville.
Der Niedergang der Stadt begann nach dem Ersten Weltkrieg, als der Bergbau zu versiegen begann.

## Bevölkerung

### Bevölkerungsentwicklung
| Einwohner | 483  | 2884 | 4445 | 4539 | 2434 | 1600 | 1582 | 1552 |
| Jahr      | 1960 | 1970 | 1980 | 1990 | 2000 | 2010 | 2020 | 2030 |
| Einwohner | 1445 | 1716 | 1973 | 2013 | 1850 | 1891 | 1855 |      |

### Volkszählung 2020
Das Ergebnis der Volkszählung 2020 war eine Einwohnerzahl von 1855 Personen. Darunter waren 1692 Menschen mit nur einer Rasse. 1599 Menschen waren europäischer, 29 Menschen amerikanischer (Indianer und Inuit), 20 Menschen afrikanischer und 12 Personen asiatischer Herkunft. Insgesamt 76 Personen gehörten zu den Hispanics/Latinos. Nach ihrer Abstammung waren 22,9 % der Bevölkerung ganz oder teilweise deutscher Herkunft und die Vorfahren von 17,8 % der Einwohnerschaft kamen gänzlich oder teilweise aus Irland. Weit dahinter kam der Personenkreis, deren Ahnen aus England oder Frankreich nach den USA übersiedelten.
Es gab 2020 insgesamt 747 Haushalte. Das Medianalter lag bei 34,0 Jahren und damit deutlich unter dem Wert des Bundesstaats Missouri (38,7 Jahre). Das durchschnittliche Haushaltseinkommen betrug $37.163.